# صنج

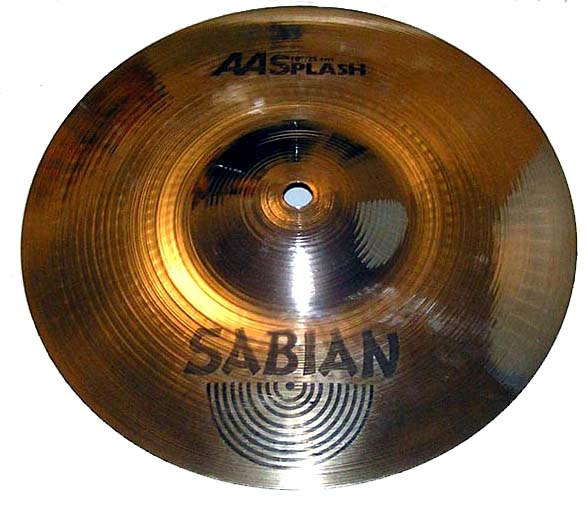
أحد الصنوج

الصَّنْج آلة موسيقية إيقاعية، معدنية مستديرة ومسطُّحة. يُسمَّى العازف بها: الصنَّاج وللأنثى الصنَّاجة.
ومن أنواعها:
- صنج صيني
- صنج اصطدام
- صنج مزدوج
- صنج فارسي
- صنجان أو الصنج اليدوي، وغيرها.

الصنج المزدوج آلة موسيقية عبارة عن قرصين من النحاس وهي آلة موسقية ايقاعية غربية، تشد احداهما باليد اليمنى والأخرى باليسرى ويكون ايقاع هابطا وصاعدا حيث انها ظهرت في عصر الفراعنة تستعمل في الفرق العسكرية.